# Caesio azur
Caesio caerulaurea
Espèce
Statut de conservation UICN

 LC  : Préoccupation mineure
Le caesio azur (Caesio caerulaurea ) est une espèce de poisson marin de la famille des Caesionidae.
Le Caesio azur est présent dans les eaux tropicales de l'Indo-Pacifique,Mer Rouge incluse. 
Sa taille maximale est de 35 cm mais la taille moyenne couramment observée est de 23,5 cm.